# Andrzej Baszkowski
Andrzej Baszkowski (* 19. Juni 1932 in Bydgoszcz; † 29. April 2011) war ein polnischer Lyriker und Journalist.

## Leben
Baszkowski besuchte das Gymnasium in Bydgoszcz und legte dort 1951 das Abitur ab. Anschließend studierte er Polonistik an der Nikolaus-Kopernikus-Universität in Toruń, wo er 1955 den Magister erwarb. Als Lyriker debütierte er 1952 mit dem Gedicht Ballada o pieśni in der Zeitschrift Nowy Tor, der literarischen Beilage der Zeitung Gazeta Pomorska. Nach dem Studium war er von 1955 bis 1960 literarischer Leiter des Theaters Teatr Ziemi Pomorskiej in Grudziądz sowie des Puppen- und Schauspieltheaters Baj Pomorski in Toruń. Daraufhin arbeitete er ab 1960 als Journalist für die Zweiwochenschrift Pomorze und das Polskie Radio und Telewizja Polska in Bydgoszsz. Zudem war er 1960 Mitbegründer der Dichtergruppe Wiatraki und bis 1968 ihr Mitglied. In den Verband der Polnischen Literaten wurde er 1963 aufgenommen. Mit der Estrada Bydgoska arbeitete er ab 1967 zusammen. Für das Kulturmagazin Fakty in Bydgoszsz arbeitete er ab 1973 und wurde 1978 Chefredakteur der Zeitschrift Bydgoski Informator Kulturalny.

## Werke

### Lyrik
- Wiatraki. Almanach grupy poetyckiej, 1961
- Pory, 1962
- Biała laska, 1968
- Poza słowami, 1972
- Dziennik domowy, 1978
- Martwer natury, 1985
- Czekając na Ikara, 1987
- Kwarantanna, 1990
- Na jeden sezon, 1995
- Wybór wierszy, 1999
- Kartka z kalendarza, 2000
- Czasami jestem, 2005
- Tyle będzie mojego świata, 2008
- Dopóki tu jesteśmy, 2009
- Postscriptum. Wiersze ostatnie, 2011

### Puppentheater
- Był sobie król, 1964
- Szarada proferosa Greniusa, 1965
- Ślady na murze, 1985

## Auszeichnungen
- 1972: Goldenes Verdienstkreuz